# Efemeridă
O efemeridă este o lucrare, sub formă de tabele, alcătuită de un observator astronomic care anticipează fenomenele cerești ce se vor desfășura în anul următor. Cele mai cunoscute efemeride sunt tabelele care conțin pozițiile planetelor din Sistemul Solar la anumite date calendaristice, tabele care ușurează găsirea acestor planete pe cer. Efemeridele sunt utilizate atât în astronomie cât și în astronautică.
În Antichitate și Evul Mediu, efemeridele se foloseau mai ales în astrologie și o serie de astronomi celebrii  (de exemplu Johannes Kepler ) au contribuit cu date științifice exacte la această pseudoștiință.
În astronomie efemeridele se folsesc și pentru determiarea pozițiilor stelelor pe cer și pe plăci fotografice (sau pe alte forme de imagini ). Aici pozițiile sunt exprimate mai ales în coordonate astronomice ecuatoriale.
La sateliții artificiali, efemeridele sunt o descriere matematică a traiectoriei lor de mișcare. Pentru sateliții care fac parte din sistemul de poziționare GPS, aceste date sunt parte ale semnalului transmis la pământ și stau la baza calculării poziției sistemului receptor.